# La montagna rossa
La montagna rossa (The Big Cat) è un film del 1949 diretto da Phil Karlson.
È un film d'avventura statunitense ambientato nello Utah nel 1932 con Lon McCallister, Peggy Ann Garner e Preston Foster.

## Trama
Nell'anno 1933 una forte siccità colpisce il territorio dello Utah. Ciò spinge un grosso puma maschio nella proprietà di Tom Eggars, ex conciatore di corteccia ora disoccupato. Lui lascia che i vicini, Gil Hawkes e Matt Cooper, si riforniscono di acqua sul suo terreno. A causa dei danni arrecati al bestiame dal puma, viene stanziata una ricompensa di 150 dollari per la sua pelle.
Un giorno Danny Turner, un giovane da Filadelfia, si presenta a casa di Tom. Egli, infatti, è il figlio di Lucy, la sua defunta ex fidanzata, sorella di Gil, la quale era fuggita dal paese dopo che quest'ultimo non le aveva permesso di sposare Tom. L'uomo decide di prendere il ragazzo con sé, desideroso di insegnargli il mestiere del conciatore di corteccia.
Nel frattempo, Danny s'invaghisce, ricambiato, della figlia di Matt, Doris, ma entra in conflitto con sul zio Gil e i cugini Witt e Jim. Quest'ultimi lo sfottono a causa della sua inesperienza alla vita di montagna e a causa del rancore che nutrono nei confronti di Tom.
Una sera, a cena a casa dei Cooper, Doris racconta a Danny che Tom era andato in bancarotta dopo la scoperta del tessuto sintetico e decide di andarsene. Gil vorrebbe che lui venisse a stare con lui, ma Danny rifiuta e, dopo l'arrivo di Tom, la discussione sfocia in una rissa. Dopo essere stato medicato, Tom mostra a Danny gli ordini per la corteccia e gli dice che non ha lavorato solo perché non poteva permettersi di assumere del personale. Il ragazzo, a quel punto, decide di restare e di aiutare il patrigno ad uccidere il puma, cosicché possano rimettersi in affari con i soldi della ricompensa.
Durante una battuta di caccia, Danny non riesce ad uccidere un cervo, lasciando il compito a Tom. Questi lascia solo il ragazzo per andare a prendere il cavallo per portare la preda a casa e Danny, nel trascinare il cervo, dimentica accidentalmente il fucile nel bosco.
A casa, Tom dice al ragazzo che non deve temere d'uccidere, purché non lo faccia per svago. Infatti, gli racconta di aver ucciso solo per mangiare o per salvare la propria vita. Poco dopo s'accorgono che il puma li ha seguiti attirato dalla carcassa del cervo. Tuttavia, Danny s'accorge di aver lasciato il fucile nel bosco e Tom si trova costretto ad usare un calibro più corto. Mancando il colpo, il puma fugge nel bosco, Tom lo insegue, mentre Danny corre a riprendere il fucile. Purtroppo Tom viene ucciso dal puma e Danny, accecato dal rimpianto, decide di andargli dietro. Doris tenta di dissuaderlo, invano. Matt chiede a Gil in prestito il suo cane, in modo che possa fiutare il puma per Danny. Lui e il cane riescono a stanare il puma che li attira in una caverna. Lì assale il cane, riuscendo quasi a ucciderlo, ma Danny gli spara, uccidendolo.
Alla fine, Danny decide di restare e di prendere in mano gli affari di Tom con i soldi della ricompensa e cominciare qualcosa insieme a Doris.

## Produzione
Il film, diretto da Phil Karlson su una sceneggiatura di Morton Grant e Dorothy Yost e un soggetto dello stesso Grant, fu prodotto da William Moss per la William Moss Pictures e girato nel Kanab Canyon a Kanab e nel Bryce Canyon National Park a Bryce, Utah, da inizio luglio all'inizio di agosto 1948.

## Distribuzione
Il film fu distribuito con il titolo The Big Cat negli Stati Uniti nell'aprile 1949 al cinema dalla Eagle-Lion Films.
Altre distribuzioni:
- in Francia il 13 gennaio 1950
- in Finlandia il 12 maggio 1950 (Kissan jälki)
- in Svezia il 4 settembre 1950 (Vilddjuret)
- in Austria il 6 novembre 1950 (Die Raubkatze)
- in Germania Ovest il 23 novembre 1950 (Die Raubkatze)
- in Portogallo il 2 gennaio 1951 (O Leão da Montanha)
- in Australia il 24 marzo 1951
- in Giappone l'8 giugno 1951
- in Danimarca l'11 giugno 1952 (Manddræberen)
- in Argentina il 19 gennaio 1954 (Pantera brava)
- in Brasile (A Pantera)
- in Brasile (O Gato Selvagem)
- in Spagna (The Big Cat)
- in Grecia (Thryloi tou vounou)
- in Italia (La montagna rossa)

## Promozione
Le tagline sono:
- COUGAR CUNNING THAT DEFIED HUNTERS' GUNS! (newspaper print ad - all caps)
- THRILL TO WILD MOUNTAIN ADVENTURE...OUTDOOR MAGNIFICENCE...YOUNG LOVE!